# Campeonato Paranaense de Futebol de 2024 - Segunda Divisão
A Segunda Divisão do Campeonato Paranaense de Futebol de 2024 foi a 60ª edição da competição, contando com a participação de 10 clubes. Sua organização é de competência da Federação Paranaense de Futebol.
São disponibilizadas duas vagas à Primeira Divisão de 2025, já os dois clubes que terminarem a primeira fase nas duas últimas posições são automaticamente rebaixados à Terceira Divisão de 2025.

## Regulamento
Como nas edições anteriores, o Paranaense Segunda Divisão contará com 3 fases:
- Primeira Fase: As equipes se enfrentarão em turno único, em nove rodadas (grupo A). Os quatro melhores avançam para as semifinais, enquanto os dois últimos colocados descendem para a Terceira Divisão. Os 2 clubes oriundos da primeira divisão de 2023, assim como os 3 melhores colocados na tabela geral da segunda divisão de 2023, farão 5 rodadas como mandantes, as demais equipes farão apenas 4.
- Segunda Fase (Semifinais): O 1º Colocado enfrentará o 4º Colocado (grupo B) e o 2º enfrentará o 3º Colocado (grupo C) em partida de ida e volta, o mando da segunda partida será da equipe melhor classificada na primeira fase. Os vencedores das semifinais passarão para a Terceira fase (Final) e conquistarão o acesso à Primeira Divisão de 2025.
- Terceira Fase (Final): Em partida de ida e volta será conhecido o campeão de 2024, o mando da segunda partida da final será da equipe de melhor campanha, somadas as duas fases anteriores, respeitando os critérios de desempate.

### Critérios de desempate
1. Maior número de vitórias;
2. Maior saldo de gols
3. Maior número de gols a favor;
4. Menor número de cartões vermelhos;
5. Menor número de cartões amarelos;
6. Sorteio.

## Participantes
* O Nacional (de Rolândia) se transferiu em 2024 para a cidade de Campo Mourão.

## Primeira fase

### Classificação
| Pos | Equipes          | Pts | J | V | E | D | GP | GC | SG  | %  | Classificação ou rebaixamento                     |
| --- | ---------------- | --- | - | - | - | - | -- | -- | --- | -- | ------------------------------------------------- |
| 1   | Rio Branco-PR    | 20  | 9 | 6 | 2 | 1 | 17 | 7  | +10 | 74 | Classificados para a Semifinal                    |
| 2   | Paraná           | 18  | 9 | 5 | 3 | 1 | 13 | 4  | +9  | 66 | Classificados para a Semifinal                    |
| 3   | Patriotas        | 17  | 9 | 5 | 2 | 2 | 11 | 6  | +5  | 63 | Classificados para a Semifinal                    |
| 4   | Paranavaí        | 17  | 9 | 5 | 2 | 2 | 10 | 6  | +4  | 63 | Classificados para a Semifinal                    |
| 5   | Laranja Mecânica | 14  | 9 | 4 | 2 | 3 | 8  | 7  | +1  | 52 | Eliminados na Primeira Fase                       |
| 6   | Nacional-PR      | 13  | 9 | 3 | 4 | 2 | 18 | 8  | +10 | 48 | Eliminados na Primeira Fase                       |
| 7   | Iguaçu           | 10  | 9 | 3 | 1 | 5 | 13 | 15 | −2  | 37 | Eliminados na Primeira Fase                       |
| 8   | Foz do Iguaçu    | 10  | 9 | 2 | 4 | 3 | 15 | 10 | +5  | 37 | Eliminados na Primeira Fase                       |
| 9   | Apucarana Sports | 6   | 9 | 2 | 0 | 7 | 7  | 17 | −10 | 22 | Zona de rebaixamento para a Terceira Divisão 2025 |
| 10  | Grêmio Maringá   | 0   | 9 | 0 | 0 | 9 | 4  | 36 | −32 | 0  | Zona de rebaixamento para a Terceira Divisão 2025 |

## Fase final
Em itálico, os clubes que possuem o mando de campo no primeiro confronto; em negrito, os classificados.
| Aumento | Equipes promovidas à Série A de 2025 |

|  | Semifinais    | Semifinais   | Semifinais | Semifinais |       |               | Final | Final | Final | Final |
|  |               |              |            |            |       |               |       |       |       |       |
|  | Rio Branco-PR | 1            | 3          | 4          |       |               |       |       |       |       |
|  | Paranavaí     | 1            | 2          | 3          |       |               |       |       |       |       |
|  | Paranavaí     | 1            | 2          | 3          |       | Rio Branco-PR | 0     | 2     | 2 (4) |       |
|  |               |              |            |            |       | Rio Branco-PR | 0     | 2     | 2 (4) |       |
|  |               | Paraná (pen) | 1          | 1          | 2 (5) |               |       |       |       |       |
|  | Paraná        | Paraná (pen) | 1          | 1          | 2 (5) | 0             | 3     | 3     |       |       |
|  | Paraná        |              |            |            |       | 0             | 3     | 3     |       |       |
|  | Patriotas     | 0            | 0          | 0          |       |               |       |       |       |       |

## Público
Maiores Públicos Pagantes
Estes são os dez maiores públicos pagantes do campeonato, sem considerar as partidas com portões fechados ou sem público pagante
| N.º | Público | Mandante      | Placar | Visitante        | Estádio            | Data        | Rodada    | Ref.   |
| --- | ------- | ------------- | ------ | ---------------- | ------------------ | ----------- | --------- | ------ |
| 1   | 36 737  | Paraná        | 1–0    | Nacional-PR      | Ligga Arena        | 4 de maio   | 1ª        | [ 4 ]  |
| 2   | 24 906  | Paraná        | 3–0    | Patriotas        | Couto Pereira      | 14 de julho | Semifinal | [ 5 ]  |
| 3   | 23 715  | Paraná        | 3–0    | Apucarana Sports | Couto Pereira      | 11 de maio  | 2ª        | [ 6 ]  |
| 4   | 15 239  | Paraná        | 1–0    | Laranja Mecânica | Vila Capanema      | 25 de maio  | 4ª        | [ 7 ]  |
| 5   | 15 019  | Paraná        | 1–0    | Rio Branco-PR    | Vila Capanema      | 20 de julho | Final     | [ 8 ]  |
| 6   | 13 127  | Paraná        | 6–2    | Grêmio Maringá   | Vila Capanema      | 21 de junho | 8ª        | [ 9 ]  |
| 7   | 12 559  | Paraná        | 1–0    | Patriotas        | Vila Capanema      | 15 de junho | 7ª        | [ 10 ] |
| 8   | 11 036  | Paranavaí     | 2–1    | Grêmio Maringá   | Felipão            | 16 de junho | 7ª        | [ 11 ] |
| 9   | 9 034   | Rio Branco-PR | 2–1    | Paraná           | Gigante do Itiberê | 27 de julho | Final     | [ 12 ] |
| 10  | 4 850   | Rio Branco-PR | 3–2    | Paranavaí        | Gigante do Itiberê | 13 de julho | Semifinal | [ 13 ] |